# تاریخ ساسانیان

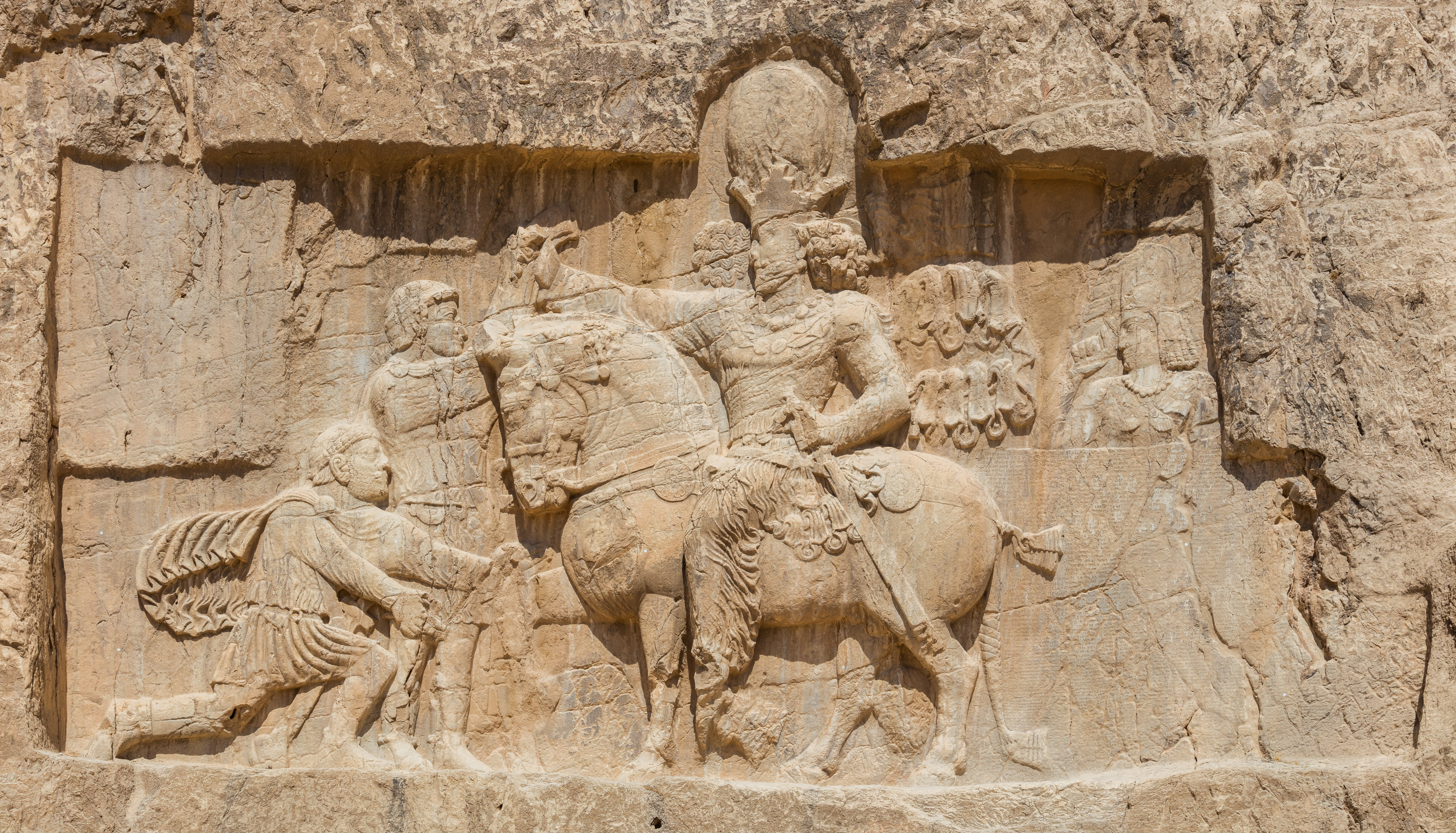
چیرگی شاپور یکم بر والریان (امپراتور روم) و فلیپ عرب، و زانو زدن فلیپ برابر شاه ایران

برای بیش از چهار سده، دولت ساسانی یکی از دو دولت بزرگ جهان متمدن آن روز (در آسیای غربی) بوده‌است که مرزهای آن در مشرق، تا دره رود سند و پیشاور و در شمال شرقی، گاهی تا کاشغر کشیده شده بود. در شمال غربی، تا کوه‌های قفقاز و دربند در ساحل دریای خزر و گاهی هم، تا دریای سیاه می‌رسید و در مغرب، رود فرات به‌طور کلی مرز این دولت با حکومت روم و جانشین آن یعنی روم شرقی با بیزانس بود. البته گاهی این مرز خیلی فراتر از رود فرات می‌رفت و گاهی هم به این سوی فرات منتهی می‌شد، ولی صرف نظر از کششها و فشردگیها می‌توان رود فرات را مرزی طبیعی میان دو دولت بیزانس و ساسانی دانست.
تورج دریایی، استاد رشته ایرانشناسی در دانشگاه کالیفرنیا در ارواین، و نویسنده کتاب «ایران ساسانی: ظهور و سقوط یک امپراتوری» به زبان انگلیسی، می‌گوید که میراث ساسانیان برای ایران بسیار بزرگتر از شکست در برابر اعراب است. میراث مهمی که ساسانیان برای ایران به جا گذاشتند، به گفته او، شکل‌گیری مفهوم ایران به عنوان یک فرهنگ و ملت است. یکی از عناصر مهم شکل‌گیری این مفهوم پیدایش خداینامه در زمان ساسانیان است. این همان کتابی است که شاهنامه از آن سرچشمه گرفته‌است. آقای دریایی می‌گوید: «اهمیت دیگر ساسانیان این است که در زمان خسرو انوشیروان در همان قرن سوم، تاریخ ملی ایران به نام خداینامه تدوین می‌شود؛ و آن تاریخ و یادی است از گذشته، آنچه که ایرانیان بودند، از کجا آمدند، چگونه جهان آغاز شد، تا زمان فروپاشی شاهنشاهی ساسانی.»

## روابط با بیزانس
دولت بیزانس که در مشرق متصرفات خود با دولتی نیرومند مانند دولت ساسانی سروکار داشت و آن را قوی‌ترین خصم خود می‌دانست، گرفتاری‌های زیادی هم در مغرب و هم در شمال متصرفات خود به خصوص در اروپا داشت. این گرفتاری‌ها مانع می‌شد که دولت بیزانس همه توجه خود را مصروف مرزهای شرقی خود کند و به همین سبب، دولت ساسانی مانند دولت اشکانی توانسته بود پایتخت خود را تیسفون در کنار دجله قرار دهد و از نزدیکی پایتخت به مرزهای دشمن بیمی نداشته باشد. دولت ساسانی هم در مشرق و شمال مرزهای خود، گرفتاری‌های زیادی داشت که گاهی به مرحله خطرناک و تهدیدکننده‌ای می‌رسید. بدین‌گونه سیاست خارجی دولت ساسانی در سرتاسر این چهار قرن، در «روابط با شرق و غرب» خلاصه می‌شد. اما دولت ساسانی در این مدت خود را به حد کافی نیرومند نشان داد و توانست مملکت ایران را از آسیب‌های مخرب و خطرناک نگه‌دارد و در داخل مملکت برای مردم ایران زندگی مرفه قرین با امنیت تأمین کند.
این حکومت، فرهنگی در زمینه سیاست و مملکت‌داری و اخلاق و روابط سالم اجتماعی و هنر به وجود آورد که پس از انقراض و اضمحلال سیاسی، اثر خود را در نسل‌های بعدی و فرهنگی اقوام مجاور، به‌طور بارزی نشان‌داد.
با اینکه دشمنان شناخته شده دولت ساسانی، دولت متمدن بیزانس و دولت‌های نیمه متمدن شمال و مشرق کشور بودند، سقوط این دولت نه از سوی این دشمنان بلکه از جانبی بود که هرگز انتظار آن نمی‌رفت و آن دولتی بود که جنبه نظامی آن از اقوام بیابان‌گرد بود. دولت اسلامی که در اوایل قرن هفتم میلادی در مدینه تشکیل شده بود، دولت قدرتمندی بود که تسلط آن بر ممالک مجاور، مانند تسلط اقوام بادیه‌نشین و صحرانورد دیگر موقتی نبود، زادگاه دولت ساسانی ایالت پارس بود. چنان‌که معلوم است در دولت پارتی یا اشکانی در ایالات و ولایات مختلف ایران، حکومت‌های محلی نیمه‌مستقلی بودند که از لحاظ سیاست خارجی تابع دولت مرکزی بودند که دولت سلطنتی بود و در راس آن شاهنشاه قرار داشت. در ایالت پارس نیز چنین حالتی وجود داشت. از این پادشاهان مانند اردشیر، دارا و منوچهر (در صورت‌های قدیمی آن) روی آن نوشته شده و نشان می‌دهد که یاد پادشاهان هخامنشی و اساطیری در میان حکام محلی زنده بوده‌است. وجود بناهای عظیم تخت جمشید و بناهای دیگر در زنده‌بودن خاطرات گذشته در میان فرمانروایان پارس به‌طور قطع مؤثر بوده‌است. بر روی سکه‌های قدیمی‌تر، عنوان این پادشاهان به خط آرامی فرترکه است. بر این سکه‌ها نقش پادشاه نشسته بر تخت یا ایستاده در برابر آتشگاه با درفشی که به احتمال همان درفش کاویان است دیده‌می‌شود. بنابر تاریخ طبری (که منقول از خدای‌نامه است) در اواخر حکومت اشکانیان، در ایالت پارس حکام متعددی بوده‌اند و در ناحیه استخر حکومت در دست خاندان بازرنگی بوده‌است. در این زمان که مقارن ظهور اردشیر بوده، مردی به نام گزهر (گوچثر، گوی‌چهر) از این خاندان حکومت داشته‌است.

## ساسان

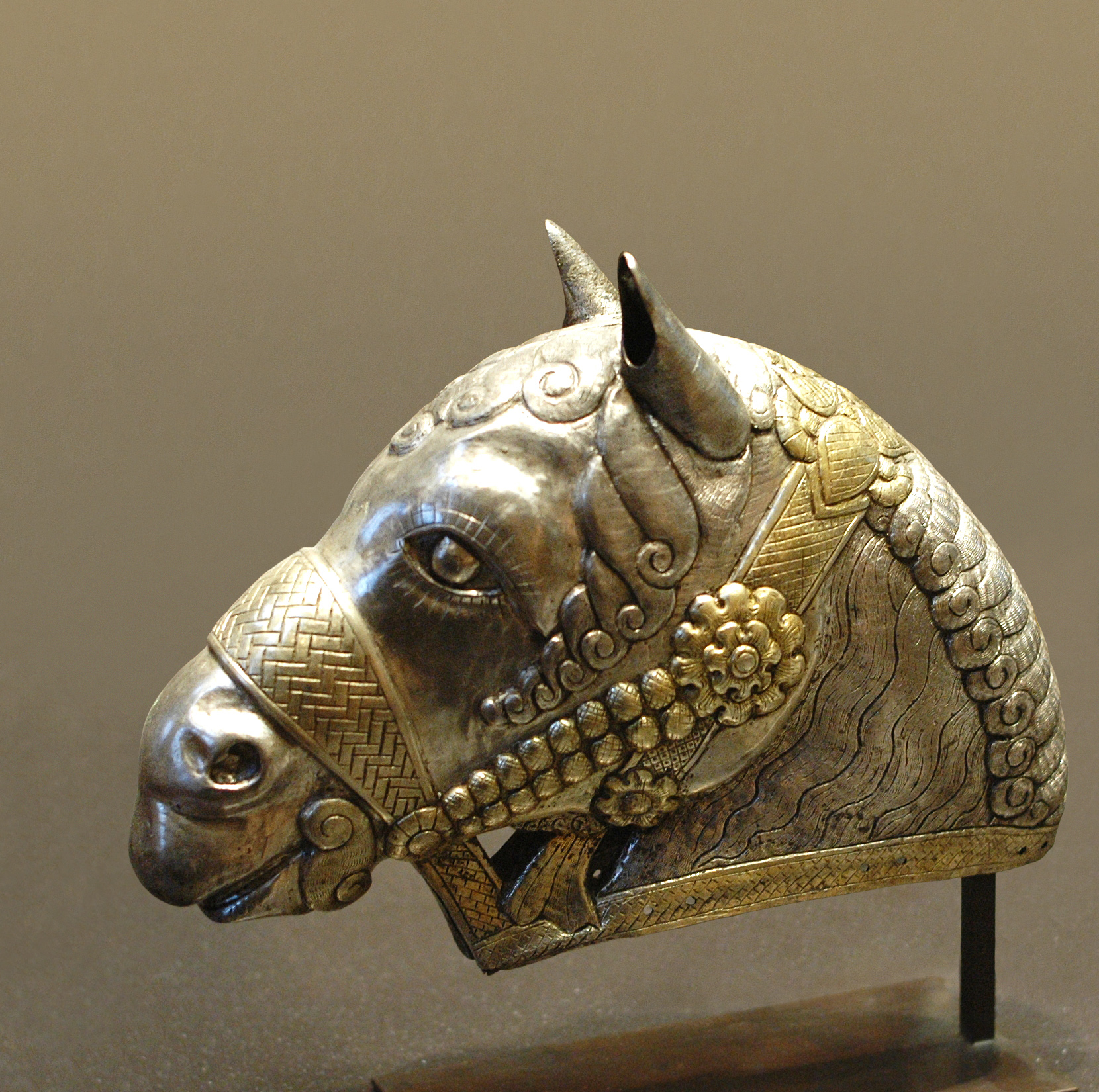

سلطنتی باید باشد (مانند اعلیحضرت. رجوع شود به «میراث ایران»، فرای، ص۲۰۸ و نیز کلماتی چون خانه خدا و کدخدا و در مقیاس بالاتر یعنی کشور خدا = پادشاه). شاپور در این کتیبه خود را نیز «خدا» ولی پرستنده مزدا خوانده که دلیل کافی بر این است که مقصود از «خدا» معنای مصطلح امروزی آن نبوده‌است. شاپور پدرش اردشیر را نیز خدا و پرستنده «مزدا» و شاهنشاه ایرانیان معرفی کرده، درحالی‌که خود را «شاهنشاه ایرانیان و جز ایرانیان» خوانده و جد خود پاپک را فقط شاه نامیده‌است. این به آن معنی است که بابک فقط یک حاکم یا شاه محلی بوده و حکومت اردشیر از سرزمین واقعی ایرانیان تجاوز نکرده بوده‌است. همچنین فقط شاپور در این کتیبه نذورات و قربانی‌هایی برای ارواح خاندان و خویشان سلطنتی دستور داده، از ساسان نام برده ولی او را «شاه» نخوانده. می‌توان از این نکته چنین استنباط کرد که آنچه در کارنامه اردشیر پاپکان (بعد از اسلام به او بابک گفتند چون عربها واژه پ ندارند؛ و در شاهنامه فردوسی آمده (دربارهٔ اینکه ساسان پدر واقعی اردشیر بوده‌است) به حقیقت نزدیکتر است. در این دو روایت که قسمت بیشتر آن افسانه‌است، ساسان از تبار شاهان کیان معرفی شده که پس از آوارگی و دربه‌دری پدرانش، از هند به ایران آمده و چوپان پاپک پادشاه پارس شده و پاپک پس از دیدن خوابی، دختر خود را به ساسان داده و اردشیر از این ازدواج به وجود آمده و پاپک او را پسر خود خوانده‌است. به همین سبب شاپور در کتیبه خود صورت رسمی را که اردشیر پسر پاپک بوده آورده، اما از ساسان به عنوان جد بزرگ خود یاد نکرده‌است. البته بودن ساسان از تبار کیانیان و آوارگی نیاکان ساسان و چوپان بودن او افسانه‌است.

## اردشیر یکم
اردشیر پاپکان «اردشیر یکم» { ۲۲۶ تا ۲۴۰ میلادی} در زمان پادشاهی اردوان پنجم، به پادشاهی گوچیهر رسید. او مایل بود شاه کلّ ایران باشد بنابراین شورش کرد و اردوان را به سختی شکست داد و اشک بیست و نهم در صحنه نبرد کشته شد «۲۲۴ میلادی». بدین ترتیب سلطنت ایران در کف اردشیر پاپکان قرار گرفت.
اردشیر پاپکان به تلافی شکست‌هایی که اشکانیان در اواخر حکومت‌شان از رومیان می‌خوردند به روم لشکر کشید (در این زمان تراژان امپراتور روم بود) او رومیان را شکست داد و نصیبین، حران و ارمنستان را تصرف کرد.
به‌طور کلّی کارهای اردشیر در زیر خلاصه می‌شود:
1. تقسیم مردم به طبقات مختلف و تعیین حداقل معیشت و امکانات
2. احیای سپاه جاویدان مانند هخامنشیان
3. توجّه ویژه به امنیت عمومی توسط مأمورانی که از مرکز به نقاط مختلف فرستاده می‌شدند
4. تصرف هند تا پنجاب

پاپک نیز بنابر روایت طبری، منصب روحانی ریاست آتشکده آناهید را دارا بود و از زنش که رودک یا روتک نام داشت، اردشیر به‌وجود آمد. البته بابک پسر دیگری هم به نام شاپور داشته که ظاهراً بزرگتر از اردشیر بوده‌است. گزهر یا گوچثر، پادشاه بازرنگی، غلامی اخته به نام «تیرا» داشت که «ارگبذ» شهر دارابگرد بود. (ارگبذ به معنی کوتوال یا صاحب و دارنده قلعه می‌باشد). پاپک که هنوز شاه یا حاکم نبود و فقط نگهدار آتشکده استخر بود، از گزهر خواست که تیرا فرزند او (اردشیر) را تربیت کند تا بتواند پس از او ارگبذ دارابگرد گردد. اردشیر پس از تیرا ارگبذ دارابگرد شد ولی به آن اکتفا نکرد و حکومت خود را به تدریج به شهرهای مجاور بسط داد و سرانجام برخود گزهر عاصی شد و از پدرش بابک خواست تا او گزهر را بکشد. بابک پس از تحقق خواست اردشیر، از اردوان، شاهنشاه اشکانی نیز خواست که مقام گزهر و خاندان بازرنگی را به او دهد. اردوان با این کار موافقت نکرد، ولی بابک به این مخالفت وقعی ننهاد؛ زیرا سلطنت اشکانی در حال ضعف بود و برای شاهنشاهی آن، دو مدعی یکی به نام بلاش و دیگری به نام اردوان وجود داشت. در سالنامه سریانی اربل آمده‌است که بلاش (چهارم) پادشاه اشکانی با پارسیان جنگید و پارسیان چندین‌بار شکست خوردند تا آنکه آنان با مردم ماد و پادشاهان آدیابنه و کرکوک متحد شدند و سرانجام دولت پارت را برانداختند. از این گفته برمی‌آید که پاپک در آغاز مخالفت با اشکانیان، از ایشان شکست خورده بود. پس از مرگ پاپک، شاپور (پسر بزرگتر او) به حکومت رسید ولی در اثر حادثه‌ای کشته‌شد و اردشیر حکومت پارس را به‌دست‌آورد و مخالفان خود را در پارس یکی پس از دیگری مغلوب کرد و بعد از آن به کرمان حمله برد و پادشاه آن را که بلاش نام داشت دستگیر نمود. پس از آن، یکی از پسران خود را که اردشیر نام داشت حاکم کرمان کرد و سپس بر سواحل خلیج فارس مسلط شد. اردوان شاهنشاه اشکانی، پس از شنیدن اعمال خودسرانه اردشیر، نامه تهدیدآمیزی به او نوشت و پادشاه اهواز را مأمور کرد که او را دستگیر کند. پادشاه اهواز در محل اردشیر خره (از نواحی پارس) از ابر سام (فرستاده اردشیر) شکست خورد. اردشیر به اصفهان حمله کرد و پادشاه آن را که شاذشاپور نام داشت اسیر کرد. پس از آن بر خوزستان و میسان (واقع در جنوب عراق و مصب دجله و فرات) دست یافت.
میسان با میشان یا مسنه و خاراکنه، از دیرباز برای خود دولتی مستقل داشت که البته از شاهنشاه اشکانی اطاعت می‌کرد. تاریخ تصرف میسان یا مسنه، در سال ۲۲۳ مسیحی بوده‌است. جنگ سرنوشت‌ساز میان اردوان و اردشیر در صحرای «هرمزدجان» یا «هرمزدگان» روی‌داد که موقعیت آن معلوم نیست ولی آن را در خوزستان دانسته‌اند.
«ویدن گرن» خاورشناس سوئدی آن را در گلپایگان امروزی می‌داند. پسر اردشیر – شاپور- در جنگ با اردوان شجاعت زیادی از خود نشان‌داد و داد بنداذ کاتب یا وزیر اردوان را به دست خود کشت. پس از شکست قطعی اردوان، ارمنستان و بین‌النهرین و ماد بزرگ با آذربایجان به دست اردشیر افتاد. اردشیر بر تیسفون پایتخت دولت اشکانی در ساحل دجله دست یافت و آن را پایتخت خود قرار داد.
در ساحل غربی دجله، از دیر باز شهر سلوکیه وجود داشت که در سال ۳۱۲ پیش از میلاد به وسیله «سلوکوس نیکاتور» بنا شده بود و از مراکز فرهنگی و بازرگانی مشرق زمین بود. این شهر در سال ۱۶۴م. از سوی رومیان ویران گردید و به همان حال بود تا آنکه اردشیر پس از فتح تیسفون آن را از نو بازساخت و نام آن را «وه اردشیر» یا «به اردشیر» گذاشت. همان که آن را به عربی «بهرسیر» می‌خواندند و از جمله هفت شهر پایتخت ساسانیان گردید که به سریانی «ماحوزی» و به عربی «مداین» خوانده می‌شد. تصرف ارمنستان به دست اردشیر به آسانی صورت نگرفته‌است و بعضی می‌گویند: تصویری که از اردشیر و شاپور در سر راه سلماس به ارومیه بر سنگ کنده شده (خان تختی) به یادبود فتح ارمنستان به دست اردشیر بوده‌است. شاید بتوانیم این نقش را از زمان شاپور اول بدانیم نه اردشیر، زیرا فتح نهایی ارمنستان به دست اردشیر نبوده و در زمان شاپور اتفاق افتاده‌است. چنان‌که گفتیم شاپور پدر خود (اردشبر) را در کتیبه کعبه زرتشت، «شاهنشاه ایرانیان» و خود را «شاهنشاه ایرانیان و جز ایرانیان (انیران)» خوانده‌است.
چنان‌که قبلاً هم اشاره شد، شاهنشاهی اردشیر بنا بر محاسبه نلد که ۲۶ سپتامبر سال ۲۲۶ م. بوده‌است و این، همان سالی است که در آن اردشیر به سلطنت رسیده و مطابق است با سال ۵۳۸ سلوکی. شاید این سال، شکست اردوان یا سال فتح تیسفون و پایتخت شدن آن باشد. بعضی تاریخ شکست اردوان را بنابر محاسباتی که کرده ۲۸ آوریل ۲۲۴ م. گفته‌اند و در این صورت سال ۲۲۶ م. باید سال تصرف تیسفون باشد که شاهنشاهی اردشیر در آن روز مسجل شده‌است. اردشیر پس از فتح ولایات غربی، متوجه مشرق ایران شد و سیستان و گرگان و ابرشهر (نیشابور) و خوارزم و مرو و بلخ را گرفت و به پارس بازگشت. در آنجا پادشاهان کوشان و طواران و مکران رسولانی نزد او فرستادند و اظهار انقیاد کردند. این می‌رساند که اردشیر به این نواحی نرفته‌است و چون اشکانیان را برانداخته بود، ممالک و ایالات نیمه‌مستقل تابع یا باجگزار اشکانیان، سلطنت تازه را به رسمیت شناخته‌اند. اردشیر در اواخر پادشاهی خود شاپور را در حکومت شرکت داد؛ و این از سکه‌هایی که نیم‌تنه هر دو تن بر آن‌ها نقش بسته‌است معلوم می‌شود.
در تاریخ طبری به پیروی از خدای‌نامه قیام اردشیر بر اشکانیان را به سبب بازگرداندن قدرت شاهان کیانی (هخامنشی) که به دست اسکندر مقدونی برافتاده‌بود و زنده‌کردن شکوه و جلال گذشته ایرانیان ذکر کرده‌است. در این‌که اردشیر از پارس، زادگاه اصلی هخامنشیان برخاسته بود و اینکه بناهای عظیم دوران شاهان ایران پیش از اسکندر همواره در چشم پارسیان بوده‌است شکی وجود ندارد. همچنین هیچ تردیدی نیست در اینکه اشکانیان را به سبب طرف‌داری از فرهنگ یونانی که یادگار حمله اسکندر بود در پارس منفور می‌داشتند و این از اقدامات بعدی اردشیر در تقویت آیین زرتشتی و جاه‌طلبی‌های او در بازگرداندن سرزمین‌های شاهان هخامنشی معلوم می‌شود. از همین رو اردشیر پس از استوار ساختن موقعیت خود شروع به دست‌اندازی به متصرفات روم شرقی در سوریه کرد و در سال ۲۳۰ م. نصیبین را گشود. رومیان در سال ۲۳۲ م. به ارمنستان و بین‌النهرین حمله کردند و الکساند سوروس سپاه اردشیر را شکست داد؛ اما کشته شدن او در سال ۲۳۵ م. دولت روم را دچار آشفتگی کرد و اردشیر از این وضع استفاده نمود و در سال ۲۳۸ م. نصیبین و حران را از رومیان گرفت. ظاهراً در اواخر سلطنت اردشیر بود که شهر «هتره» یا «الحضر» (شهر مهمی در تکریت عراق)، پس از مقاومت سختی به دست ایرانیان افتاد. بعضی، فتح الحضر را به دست شاپور اول و آن را نتیجه خیانت دختر ضیزن (پادشاه الحضر) می‌دانند که عاشق شاپور شده بود. این قصه افسانه‌ای ساختگی است ولی حقیقتی در آن هست و آن اینکه شهر الحضر قلعه استواری بوده و تصرف آن به آسانی صورت نگرفته‌است.

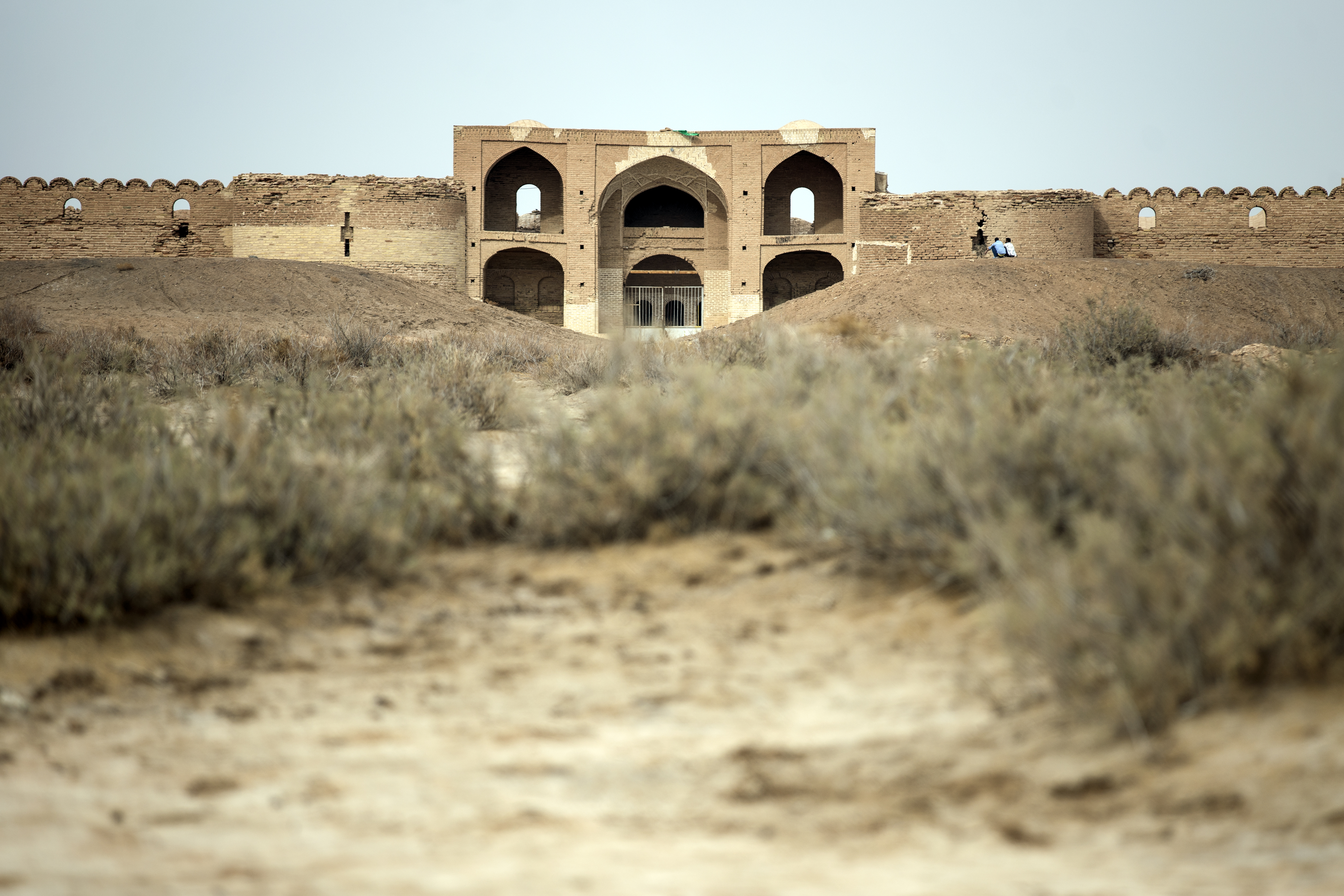
کاروانسرای ساسانی دیر گچین، میراث برجای مانده از معماری دوره ساسانی

اردشیر اول پس از ۱۴ سال و ده ماه سلطنت از جهان رفت و پسرش شاپور اول به جای او بر تخت نشست (در سالی که آغاز آن سپتامبر سال ۲۴۱ م. مطابق با ۵۳۸ سلوکی بود).
اردشیر هم سرداری بزرگ و جنگجو و فاتح بود و هم پادشاهی با کفایت و سازنده و مدبر. او مملکت پهناور ایران را تحت اداره مرکزی واحدی درآورد و شهرهای زیادی را بنا یا بازسازی کرد و به نام خود نامید. وی در تأمین آسایش و رفاه و نظم مملکت کوشید و آیین زرتشتی را قدرت تازه‌ای بخشید. همچنین از آنجا که اجداد و شاید خود او روحانیت داد و این معنی در استوار داشتن موقعیت او و شاهان بعدی ساسانی نقش مهمی داشت و موجب ثبات و پایداری آن گردید.
اردشیر یک حکومت ملی بر پایه فرهنگ ایرانی بنا نهاد و جلو نفوذ فرهنگ یونانی را که از زمان سلوکیان و اشکانیان به تدریج در ایران راه یافته بود گرفت. به‌همین سبب در تاریخ ایران باستان یک چهره درخشان و استثنایی است و دوام حکومت ساسانی در چهار قرن، به‌طور حتم نتیجه سیاست اصیل و خردمندانه اوست. او شهرهای «اردشیر خره» و «رام اردشیر» و «ریوارد شیر» را در ایالت پارس بنا نهاد و شهر «کرخا» را در «مسنا» (میسان) بازسازی کرد و آن را «استرآباد اردشیر» نام نهاد. همچنین در آن منطقه «وهشت‌آباد اردشیر» را ساخت که بعدها در قرن اول هجری، شهر «بصره» درجای آن ساخته شد. از شهرهای دیگری که به او نسبت می‌دهند «هرمزداردشیر» در خوزستان است که بعدها «هرمشیر» خوانده می‌شد و در «بحرین» (در قسمت ساحل شرقی عربستان) «پسا اردشیر» است که «خط» نامیده می‌شد و در شمال عراق «نودارشیر» یا «حزه» است.

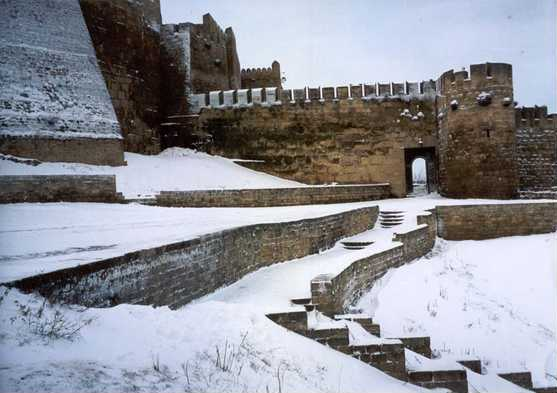
دژ ساسانی دربند در داغستان امروزی (جنوب روسیه امروزی)

فتوحات بزرگ در بیرون از مرزهای ایران در زمان شاپور اول ساسانی روی داد. شاپور کارهای شاهانه خود را در کتیبه سه زبانه «کعبه زرتشت» در نقش رستم جاودانی ساخته‌است. او پس از آنکه پدرش (اردشیر) را از نژاد خدایگان و شاهنشاه ایران خوانده، خود را نیز پرستنده مزدا و شاهنشاه ایرانیان و غیر ایرانیان (انیران) نامیده و ممالکی را که زیر تصرف او بوده چنین برشمرده: «ایالات پارس، پارت، خوزستان (سوزیانا)، دشت میسان (مسنه)، آسورستان (عراق)، آدیابنه (حدیب، نوت خشترکان یا نوداردشیر = موصل)، عربستان (بیت عربایه، نصیبین و نواحی مجاور آن)، آذربایجان (آتروپاتنه)، ارمنستان، گرجستان، ماخلونیا (لازیکا)، بلاسگان (دشت مغان) تا قفقاز و دشت آلبانی (اران) و تمام سلسله جبال البرز، ماد، هورکانیا (گرگان)، مرگیانه (ناحیه مرو)، آریه (هرات)، و ممالک ماورای آن کرمانیا (کرمان)، سکستان (سیستان)، تورن (طواران)، مکران، پارادنه (بلوچستان)، سند و ممالک کوشان تا مقابل پشکیبور (پیشاور) و تا مرزهای کاشغر، سغدیانه و تاشکند و آن سوی دیگر دریا (در جنوب) عمان. شاپور می‌گوید: «ما امراء و حکام همه این بلاد متعدد را باج گذار و مطیع خود ساختیم».

## شاپور یکم
شاپور یکم (۲۴۰ تا ۲۷۲ میلادی) پسر اردشیر بابکان در آغاز سلطنت با طغیان هترا (الحضر) و ارمنستان مواجه شد. او به راحتی شورش ارمنستان را خواباند و پسرش هرمز را پادشاه آنجا نمود. اما مردم هترا چنان مقاومتی از خود نشان دادند که سرکوب آن غیرممکن می‌نمود. سرانجام با خیانت نضیره، شاهدخت هترا، دروازه باز و شاپور همه از جمله شاهدخت را می‌کشد. او پس از فتح هترا، شهرهای کرمان، خوزستان، عمان، مکران، غرب، خراسان و توران را فتح کرد.
شاپور پس از فتوحات خود متوجه روم شد و نبردی با آن دولت کرد. در اولین رویارویی که ادامه نبردهای پدرش اردشیر یکم بود پس از تصرف انطاکیه و نصیبین طی نبرد رأس‌العین از گوردیان سوم شکست خورد و نصیبین از دست او رفت. در ادامه پیشروی‌های گوردیان، در منطقه فلوجه عراق امروزی در سال ۲۴۴ میلادی، دو سپاه مجدداً مقابل همدیگر قرار گرفتند. طبق گفته شاپور یکم در کتیبه کعبه زرتشت در نقش رستم، گوردیان سوم در طی نبرد مشیک کشته شد و پس از او فیلیپ عرب به امپراتوری رسید. او مصالحه‌ای با ایران امضا کرد که در آن میانرودان و ارمنستان به ایران بازگردانده شد. شاپور یکم به پاس این پیروزی، این شهر را پیروز-شاپور (الانبار امروزی) نام نهاد.
دوره دوم جنگ‌ها در سال ۲۵۲ و ۲۵۳ میلادی با حمله مجدد شاپور به تصرفات شرقی روم آغاز شد. شاپور حملات ارتش روم به ارمنستان را بهانه قرار داده و جنگ با روم را از سر گرفت. شاپور مانند جنگ اول خود از فرات گذشت و نواحی اطراف آن را تصرف کرد و طی نبرد باربالیسوس شکست سهمگینی بر رومیان وارد آورد. این شکست راه را برای نفوذ سپاهیان ساسانی به تصرفات سوری روم، محاصره و تصرف شهرهای انطاکیه و دورا اروپوس توسط نیروهای ساسانی باز کرد.
دوره سوم جنگ‌های شاپور یکم با امپراتوری روم با تهاجم لژیونرهای رومی به فرماندهی والرین امپراتور روم در پاسخ به شکست‌های اخیر رومیان توسط شاپور آغاز شد. سپاهیان ساسانی و لژیون‌های رومی در نزدیکی شهر ادسا با همدیگر روبرو شدند. طی نبرد ادسا ارتش ساسانی، رومیان را در چنان تنگنایی قرار داد که «والرین» امپراتور روم، سناتورها و بسیاری از سپاهیانش اسیر شدند. شاپور از اسیران جنگی برای ساختن پل دزفول (دژپل) در خوزستان استفاده کرد و پس از شکست رومیان شهرهای آسیای صغیر، کاپادوکیه را کاملاً فتح کرد و اما از اذینه پادشاه پالمیرا که دست‌نشانده رومیان بود مورد شبیخون قرار گرفت و شکست خورد. شاپور یکم این پیروزی‌ها را در سنگ‌نگاره‌های تنگ چوگان بیشابور، نقش رستم و همچنین در کتیبه کعبه زرتشت ثبت کرده‌است. وی به سال ۲۷۲ میلادی درگذشت.
شاپور فتوحات خود را در جنگ با رومیان شرح می‌دهد و می‌گوید:
پس از آنکه ما در حکومت خود مستقر شدیم، «گوردیان قیصر» سپاهی از گوت‌ها و ژرمن‌ها ترتیب داد و به آسورستان (عراق) حمله کرد. در مسیخه واقع در آسورستان، نبرد سختی درگرفت و قیصر گوردیان کشته شد و ما سپاه روم را نابود کردیم. رومیان، فیلیپ را به قیصری برداشتند و او بر سر آشتی آمد و پانصد هزار دینار تاوان جنگی پرداخت. مسیخه را (که در آن پیروز شده بودیم) «پیروز شاپور» نام کردیم (همان انبار دوره اسلامی). قیصر روم بازگری کرد و به ارمنستان زیان وارد ساخت، ما هم به متصرفات او حمله بردیم و در «باربلیسوس» (شهر بالس) شصت هزار سرباز رومی را شکست دادیم و سوریه را به باد غارت دادیم و این شهرها را از رومیان گرفتیم: آناثا (عانه)، برث هاروپان (قربه)، برثا اسپورک (حلبیه)، سورا، باربلیسوس، هیراپولیس (منبج)، حلب، قنسرین، افامیه، رفنیه، زوگما، اوریما، گینداروس، ارمناز، قابوسیه، انطاکیه، خوروس، سلوقیه، اسکندرون، اصلاحیه، سنجار، حما، رستن، زکویر، دولوک، صالحیه، بصری، مرعش (گرمانیکیا)، تل بطنان، خز و از کاپادوکیه: ستله و دومان و ارتانگیل و کلکیت و سوئیدا و فراآتا، که جمعاً سی و هفت شهر با دشت‌های آن می‌شود.

طی جنگ‌های سوم با روم، هنگامی که ما به «حران و رها» حمله‌ور شده بودیم، قیصر «والریان» روی به ما آورد. او از شهرهای اروپا و آسیا سپاهی جمع کرد که در حدود هفتاد هزار تن می‌شد. در آن سوی حران و رها جنگ بزرگی روی داد که در آن ما قیصر والریان را به دست خود اسیر و عده‌ای از سران سپاه و سناتورها و افسران و صاحب‌منصبان را در بند کردیم و آنان را به ایالت پارس بردیم. پس از آن سوریه و کیلیکیه و کاپادوکیه را ویران کردیم و سوزاندیم. در این جنگ شهرهای سمیساط، اسکندرون، کاتابولون، ایاس، مصیصه، مالون، آدانا، طرسوس، ایچل، عین زربه، نیکوپولیس، انامور، زلینون و سلفکه، توانا، قیصریه، ارگلی، سیواس، قرمان و قونیه را به تصرف درآوردیم. — گوردیان
 (بسیاری از شهرها که نامهای امروزیشان مشکوک بود، از قلم انداخته شد).
پس از شاپور یکم، هرمز یکم (۱۴ سپتامبر ۲۷۲. م)، بهرام یکم (۱۴ سپتامبر ۲۷۳ م)، بهرام دوم (۱۳ سپتامبر ۲۷۶. م) و بهرام سوم معروف به سکانشاه (پادشاه سیستان) (نهم سپتامبر ۲۹۳. م) به ترتیب بر تخت نشستند. هرمز یکم و بهرام یکم هر دو پسران شاپور یکم بودند و بهرام دوم پسر بهرام یکم بود. در زمان بهرام دوم، هرمز (برادرش) که حاکم خراسان و لقب کوشانشاه داشت و پسرعمویش هرمز سکستانی شورش نمودند. بهرام دوم این شورش‌ها را با موفقیت فرونشاند و پسر خود، بهرام (بهرام سوم) را با عنوان سکانشاه حاکم شرق ایران کرد. در این زمان «کاروس» قیصر روم از مشغولی شاه ساسانی در شرق سوءاستفاده کرده و به ایران حمله کرد و حتی تا تیسفون پیش رفت اما به‌طور ناگهانی فوت کرد (یا به نقولی ترور شد). پس از مرگ قیصر، رومیان عقب نشستند. در زمان بهرام یکم در سال ۲۷۶. م مانی مؤسس معروف آیین مانوی پس از محاکمه کشته شد. پوست او را کندند و با کاه پر کردند و از یکی از دروازه‌های شهر گندی‌شاپور که از بناهای شاپور یکم بود بیاویختند. این دروازه به نام دروازه مانی معروف شد. بهرام سوم بیش از چهار ماه سلطنت نکرد و عموی پدر او نرسی پسر شاپور یکم که شاه ارمنستان و لقب وزرگ ارمنشاه داشت، بر تخت نشست (سال ۲۹۳. م). نرسی در جنگ با گالریوس (که از سوی دیوکلسین قیصر روم شده بود) شکست خورد و بنابر عهدنامه نصیبین سال ۲۹۸. م، پنج ناحیه از ارمنستان کوچک و میانرودان را به رومیان واگذار کرد و دجله در نزدیکی تیسفون پایتخت ساسانیان به عنوان مرز دو حکومت تعیین گردید. تیرداد سوم پادشاه ارمنستان و ایبریای قفقاز (گرجستان) شد و به تابعیت دولت روم درآمد. این معاهده چهل سال طول کشید تا آنکه شاپور دوم نوه نرسی (آغاز سال سلطنت او پنجم سپتامبر سال ۳۰۹. م) این معاهده را برهم زد و اراضی ازدست‌رفته را بازپس گرفت.
از نرسی کتیبه‌ای دو زبانه در «پایکولی» واقع در سنجار، عراق امروزی به جای مانده‌است. در این کتیبه فهرستی از بزرگانی که نرسی را در برابر بهرام سوم حمایت کرده و خود از شاهان تابع دولت ساسانی بوده‌اند آمده‌است که از جمله آنان: کوشانشاه و خوارزمشاه است که می‌رساند دولت ساسانی در مشرق و شمال شرقی ایران، حکومت و اقتدار خود را حفظ کرده بود.

## شاپور دوم
پس از نرسی، پسرش – هرمز دوم – در سالی که آغاز آن هفتم سپتامبر سال ۳۰۲ م. بود بر تخت نشست. او را پادشاهی نیرومند و عادل وصف کرده‌اند. هرمز، پس از هفت سال و پنج ماه سلطنت در گذشت. بزرگان ایران، فرزند او را که هنوز در شکم مادر بود و حدس می‌زدند که پسر خواهد بود به سلطنت برداشتند. او پس تولد، به نام شاپور خوانده شد و در تاریخ به «شاپور دوم» معروف گردید.
شاپور چشم به جهان نگشوده پادشاه بود و چون ۱۶ ساله شد زمام کشور را به دست گرفت. برخی از مورّخان به او لقب کبیر را داده‌اند.
اگر انوشیروان در این سلسله نبود مسلّماٌ او نقطهٔ اوج قدرت ساسانیان بود. شاپور در ابتدا از قدرت درباریان کاست {که از زمان کودکی او اختیارات بسیاری داشتند} و از مرزهای عرب‌نشین دفاع کرد. تصرّف بحرین، در زمان او اتّفاق افتاد. ظاهراً شاپور در طی جنگ با اعراب کتف‌هایشان را سوراخ می‌کرد از این رو او را «ذوالاکتاف» می‌خواندند. با مرگ قسطنطین و تیرداد امپراتوران روم و ارمنستان در سال‌های ۳۳۷ و ۳۱۴ میلادی شاپور بر سر ارمنستان با روم جنگید. بدین ترتیب ارمنستان دوباره دست ایران افتاد. پس از این کار او اعراب و بت پرستان «آن‌ها از کشور ارمنستان بودند» را تحریک به حمله به روم کرد، آن‌ها موقّتاً شکست خوردند.
شاپور به روم حمله و نصیبین را محاصره کرد ولی از عهده‌شان بر نیامد با این حال سپاه روم را در دشت شکست داده بود و در این زمان با ارمنستان پیمان دوستی بست {۳۴۱میلادی}. شاپور در سال ۳۴۲ میلادی بر بین‌النهرین حمله برد و در سنجار کنونی با سپاه کنستانتینوس رو در رو شد. رومیان در این نبرد شکستی فاحش یافته و قتل‌عام شدند. به او در زمانی که پیروزی بر نصیبین را نزدیک می‌دید خبر رسید که کوشانیان کوچک و هیاطله خیون‌ها بر مرزهای شرقی حمله بردند او مدّت ۷ سال با آنان جنگید تا توانست بر آنان پیروز شود {۳۵۰–۳۵۷}
در ایام کودکی او قبایل عرب به ایران حمله و تا درون مملکت ایران نفوذ کردند. شاپور شایستگی خود را در همان زمان نوجوانی نشان داد و پس از آنکه خود قدرت را به دست گرفت، نخستین کاری که انجام داد بیرون راندن عربها از ایران بود. در جنگ‌های نخستین با رومیان، پیروز شد. شورش قبایل «خیونی» و «سکا» را در مشرق ایران خاموش کرد و آنان را مطیع خود ساخت. پس از آن، نامه تندی به قیصر روم نوشت و در آن خود را شاه شاهان و برادر آفتاب و ماه، و از اجداد خود نیرومندتر خواند. همچنین، از قیصر خواست تا زمینهایی را که رومیان به غدر از اجداد او گرفته بودند باز پس دهد و اگر امپراتور جواب مساعدی ندهد، سپاهیان ایران پس از زمستان با قوای نظامی خود به روم حمله خواهند کرد. «کنستانس» در نامه ای که در پاسخ شاپور نوشت، خود را فاتح خشکی و دریا و پیروز در همه وقت خواند و درخواستهای شاپور را رد کرد. همچنین، او را به درخواستهای ناسنجیده و بیرون از حد، ملامت کرد. شاپور، جنگ با رومیان را آغاز کرد و در سال ۳۵۹ م. شهر «آمد» را پس از مقاومت سخت رومیان – گرفت. ژولین، امپراتور روم، به مقابله شاپور شتافت و در حمله، هرمز (برادر شاپور) را که به روم پناه برده بود با ارشاک سوم شاه ارمنستان به همراه خود داشت. سپاه روم تا تیسفون پیش رفتند. ژولین امپراتور روم که به سبب بازگشتش از مسیحیت به «مرند» معروف است، در جنگ زخمی و کشته شد. «یوویان» جانشین او ناگزیر شد با شاپور صلح کند و بسیاری از اراضی را که از نرسی گرفته بودند، باز پس دهد. شهرهای سنجار و نصیبین به تصرف ایرانیان درآمد و شاپور، ارمنستان را نیز به دست آورد. در این میان، گوت‌ها به بالکان حمله‌ور شدند و رومیان ناچار گردیدند که در معاهده صلحی، قسمت اعظم ارمنستان را به ایران واگذار کنند. شاپور، مانند دیوکلسین امپراتور روم که استحکاماتی در سوریه و شمال عراق در برابر رومیان و عربها بنا کرد که به «خندق شاپور» معروف شد. در قفقاز نیز شاپور دست به ساختن استحکاماتی در برابر قبایل وحشی شمال زد و می‌گویند سد دربند را ابتدا شاپور آغاز کرده‌است. در زمان شاپور، تعقیب و آزار و رعایای غیر زرتشتی و مخصوصاً مسیحیان و مانویان و یهودیان به شدت دنبال گردید. آذرباد پسر ماراب سپند موبد بزرگ زرتشتیان در زمان شاپور دوم بود و دین زرتشتی در زمان او قدرت و نفوذ بیشتری یافت.

## پس از شاپور دوم
پس از مرگ شاپور دوم، اردشیر دوم به سلطنت رسید که نسبت او از لحاظ اینکه برادر یا پسر شاپور بوده‌است، محل تردید است. جلوس او در ۱۹ اوت سال ۳۷۹. م بود. حکومت او چهار سال طول کشید و چون او با بزرگان و نجبای دوران سرسازگاری نداشت از کار برکنار شد. پس از او شاپور سوم از سال ۳۸۳ تا ۳۸۸ میلادی حکومت کرد و گویا در اثر حادثه‌ای کشته شد.
پس از وی بهرام چهارم که پیش از سلطنتش به کرمانشاه معروف بود در سال ۳۸۸. م به سلطنت رسید و حکومت او یازده سال دوام یافت. در زمان شاپور سوم یا بهرام چهارم، ایران گرفتار جنگ‌هایی در شرق کشور بود. پادشاه کوشان که در بلخ استقرار داشت احتمالاً با خاندان اشکانی حاکم بر ارمنستان خویشاوند بود.
پس از بهرام چهارم، یزدگرد یکم معروف به بزهکار در سال ۳۹۹. م بر تخت نشست و بیست و یک سال حکومت کرد. بزهکار خواندن او به دلیل خشونت او با بزرگان و ملایمت او با رعایای مسیحی بوده‌است. به‌طور کلی او با پیروان ادیان دیگر رفتاری خوب داشت. می‌گویند او با دختری یهودی به نام «شوشان دخت» که دختر راس الجالوت یهودیان بود ازدواج کرده بود. در زمان او مسیحیان در سلوکیه تیسفون مجمعی از اساقفه تشکیل دادند که به اختلافات میان خودشان پایان دهند، اما مسیحیان از حسن رفتار او سوءاستفاده کردند و به بعضی از آتشکده‌ها آسیب رساندند و این موجب شد که یزدگرد آنان را تنبیه کند. در این زمان ارکادیوس امپراتور روم از او درخواست نمود که قیمومت پسرش تئودوزیوس دوم را بر عهده گیرد. یزدگرد این درخواست را پذیرفت و شخصی اخته را به نام آنتیوخوس بیزانسی فرستاد تا پس از مرگ ارکادیوس، قیمومت تئودوزیوس را برعهده گیرد. پس از مرگ یزدگرد یکم، پسرش بهرام پنجم معروف به «گور» که در حیره تحت سرپرستی پادشاه لخمی تربیت شده بود و به ایران آمد و حکومت را از دست پسرعمویش خسرو که از سوی بزرگان به سلطنت رسیده بود گرفت (سال ۴۲۰. م). بهرام را به شکاردوستی و عیش طلبی و معاشقه با زنان وصف کرده‌اند و داستان‌هایی از او در این باره بر جای مانده‌است. او کولیان را از هند آورد تا با آواز و موسیقی خود مردم ایران را سرگرم کنند. در زمان او تعقیب و شکنجه مسیحیان از نو شروع شد و بسیاری از این ایشان به خاک روم پناه بردند. با دخالت امپراتور و کشمکش مختصری که روی داد، بهرام پذیرفت که فراریان مسیحی به ایران بازگردند و با ایشان خوش رفتاری شود و درعوض، زرتشتیان ایرانی نیز در خاک روم در عبادت خود آزاد باشند. همچنین امپراتور روم مبلغی را برای حفظ گذرگاه‌های قفقاز از حمله هونها به ایران بپردازد. این مبلغ که هر ساله به ایران پرداخت می‌شد، در ایران به معنی باج تلقی می‌گردید.
بهرام در جنگ با اقوام شرقی و شمالی موفق بود. این اقوام که ظاهراً «خیونی‌ها» بودند، در کتاب‌های مورخان ایرانی به «ترک» معروف شده‌اند. سکه‌هایی به نام بهرام پنجم در بخارا به دست آمده‌است که دلیل نفوذ ایران در ماوراءالنهر (فرارودان) می‌باشد. در زمان بهرام پنجم مجمعی از اساقفه در ایران تشکیل شد و با تأسیس کلیسای مشرق، استقلال مسیحیان ایران را از کلیسای بیزانس اعلام کرد. مرگ بهرام را در اثر شکار و فرورفتن او را در باتلاقی دانسته‌اند.
پس از بهرام پنجم، پسرش یزدگرد دوم در ۴۳۸ م. به سلطنت رسید و حکومت او حدود ۱۸ سال ادامه پیدا کرد. دوران سلطنت او به جنگ با اقوام شرقی که کوشانیان و به عبارت بهتر، هپتالیان، هفتالین یا هپطالیان یا هپطالان یا هیاطله که به جای کوشانیان در شرق و شمال ایران مستقر شده بودند، گذشت. یزدگرد مدتی مقر خود را در نیشابور خراسان قرار داد تا امنیت شرق ایران را تأمین کند. پس از آن به تعقیب مسیحیان در ارمنستان و غرب ایران پرداخت.
پس از یزدگرد دوم، پسر بزرگتر او هرمز سوم بر تخت نشست؛ ولی برادرش پیروز به کمک هپتالیان، شاهنشاهی ساسانی را به دست گرفت (سال ۴۵۷ م). پیروز، شورش آلبانی‌ها را در شمال قفقاز خوابانید و بزرگان ارمنی را که در بند پدرش بودند آزاد کرد. در زمان او خشکسالی سختی در سرتاسر ایران روی داد.
پیروز در جنگ با همسایگان شرقی خود، هیاطله شکست خورد. هیاطله را هونهای سفید نامیده و آنان را دارای تمدن و فرهنگ بهتری دانسته‌اند. هیاطله از کانسو واقع در خاک چین به سوی مغرب حرکت کرده و به تخارستان هجوم برده بودند و چنان‌که گفته شد، پیروز دکواذ، دو سال به حالت گروگان نزد هیاطله ماند تا آنکه مبلغ جریمه از سوی پیروز پرداخته شد. پیروز این شکست را نتوانست تحمل کند و با سپاهی به کشور هیاطله حمله برد، ولی شکست سختی خورد و کشته شد. دخترش به اسارت هیاطله درآمد و آنان تا مرورود و هرات را به تصرف خود درآوردند. پس از کشته‌شدن پیروز، برادرش بلاش بر تخت نشست (۴۸۴م) و او با هیاطله آشتی کرد و باجی سنگین به‌ایشان پرداخت. همچنین به ارمنیان امتیازات زیادی داد و دستور برچیده شدن آتشکده‌های زرتشتی را در خاک ارمنستان صادر کرد.
در زمان او شاخه نسطوری از کیش مسیحی مورد قبول بیشتر مسیحیان ایران واقع شد. بلاش در سال ۴۸۸. م معزول گردید و پسر پیروز قباد بر تخت نشست.
سلطنت قباد مصادف با انقلابی اجتماعی و سیاسی در ایران شد. مصلحی به نام «مزدک» به عدالت اجتماعی و تقسیم ثروت و املاک میان مردم تبلیغ کرد و قباد، خواه از راه میل واقعی به عدالت تبلیغی و خواه از روی مصالح سیاسی و کوتاه کردن نفوذ بزرگان و اشراف، از او طرفداری کرد. این امر بر بزرگان و روحانیان زرتشتی گران آمد و به دستیاری گشنسب‌داد کنارنگ او را از سلطنت معزول کردند و برادرش جاماسپ (زاماسپ) را به جای او نشاندند. قباد به زندان افکنده شد. اما به دستیاری یکی از بزرگان به نام سیاوش، از زندان گریخت و نزد هیاطله رفت. پادشاه هیاطله مقدم او را گرامی داشت و سپاهی را مأمور ساخت که با او به ایران بروند و او را به سلطنت برگردانند. جاماسپ تسلیم شد و قباد دوباره برتخت نشست.
رومیان که از گرفتاری‌های داخلی قباد آگاه بودند از دادن مبلغ سالیانه برای حفظ معابر قفقاز خودداری کردند. قباد در جنگ با رومیان مهارت و قدرت خود را ثابت کرد و شهر تئودوزیوپولیس یا ارزروم را از رومیان گرفت و بلیزاریوس، سردار معروف رومی را شکست داد و شهر آمِد را تصرف کرد؛ ولی جنگ با رومیان همیشه به نفع قباد نبود و سرانجام به صلح انجامید.
قباد یکی از پسرانش را به نام خسرو یکم-که بعد لقب انوشیروان یافت- ولیعهد و جانشین خود کرد. خسرو جوان به کمک بزرگان و روحانیان، مزدک و پیروان او را کشت و آشفتگی‌های اجتماعی ناشی از انقلاب مزدکیان را جبران کرد. خسرو اول انوشیروان از بزرگترین پادشاهان تاریخ ایران است و او را به سبب اصلاحات داخلی و به خصوص اصلاحات مالیاتی، لقب عادل یا دادگر داده‌اند. خسرو انوشیروان که در سال ۵۳۰ م. بر تخت نشسته بود، پس از اصلاحاتی در سپاه و ساختار نظامی ایران، در سال ۵۴۰ م. به خاک روم حمله برد و تا انطاکیه پیش رفت و آن شهر را به تصرف درآورد و به باد غارت داد. در بازگشت و در نزدیک تیسفون شهری ساخت که اسیران رومی را در آن جای داد و آن را «وه انتیوخ خسرو» نامید (شهر خسرو که بهتر از انطاکیه‌است) ایرانیان آن را رومگان نامیدند. امپراتور بیزانس ناچار طالب صلح شد و متعهد گردید که مبلغ گزافی به خسرو بپردازد. خسرو در بازگشت از شهرهایی که از رومیان گرفته بود، مبالغ زیادی دریافت کرد که سبب شد امپراتور از مصالحه چشم بپوشد.
خسرو به متصرفات رومیان در کنار دریای سیاه حمله برد و شهرهای «لازیکا» و «پترا» را به تصرف درآورد. حملات بلیزاریوس، سردار قیصر به نصیبین بی‌نتیجه ماند. پس از صلح‌ها و نبردهایی چند، سرانجام در سال ۵۶۱ م. صلحی پنجاه ساله میان ایران و روم منعقد شد و خسرو لازیکا را به رومیان بازپس‌داد. در مقابل، رومیان نیز متعهد شدند که سالانه مبلغی طلا به ایران بپردازند.
در شرق و شمال شرق، خسرو با خاقان ترک، که خود را به سرزمین هیاطله رسانده بود متحد گردید و این دو هیاطله را از میان برداشتند. از آن تاریخ به بعد، ترکان با ایرانیان همسایه شدند و ظاهراً «جیحون» مرز میان ایران و ترکان گردید.
سیاست خسرو در جنوب عربستان نیز به پیروزی منجر شد و دولت بیزانس به دستیاری حبشیان که به مذهب مسیحی مونوفیزیتی (یعقوبی) درآمده بودند، می‌خواستند بر راه بازرگانی دریایی و خشکی میان اروپا و هند مسلط شوند و دست ایرانیان را به کلی از دریای هند کوتاه کنند. در جریان حوادث، ابرهه نامی که از حبشیان بود و بر یمن مسلط شده بود، در حادثه حمله به حجاز و مکه کشته شد. این واقعه که در میان مورخان اسلامی به واقعه فیل و سال وقوع آن به «عام الفیل» معروف است، در قرآن مجید نیز مذکور است (سوره ۱۰۵) و ظاهراً تولد پیامبر مسلمانان در همین سال، یعنی حدود سال ۵۷۰ م. مسیحی اتفاق افتاد.
در سال ۵۷۲ م. خسرو اول به در خواست کمک سیف بن ذی یزن، یکی از نجیب‌زادگان یمن پاسخ داد و یک نیروی دریایی یه فرماندهی «وهرز دیلمی» برای بیرون راندن حبشیان از یمن فرستاد. این نیرو موفق شد که حبشیان را شکست دهد و بدین ترتیب عربستان جنوبی زیر نفوذ دولت ایران قرار گرفت.
بر سر ارمنستان هم جنگ‌هایی میان ایران و روم درگرفت که نتیجه نهایی آن، پیروزی خسرو بود. او پس از ۴۸ سال سلطنت، در سال ۵۷۹ م. درگذشت. اگر چه وسعت تصرفات او به پای تصرفات زمان شاپور اول و شاپور دوم (جز در مدتی کوتاه) نرسید، ولی دوران سلطنت او دوران شکوه و اقتدار سیاسی و نظامی برای ایران بود. همچنین از لحاظ فرهنگی نیز زمان او درخشان‌ترین دوران حکومت ساسانیان بوده‌است.
پس از او پسرش هرمز چهارم برتخت نشست. او اگر چه پادشاهی عادل بود اما در سیاست ناتوان بود و به همین سبب، سردار نامدار خود معروف به بهرام چوبین را که در جنگ‌های متعدد در شرق و غرب فاتح شده بود، بر اثر شکستی از کار بر کنار کرد. البته این امر خود موجب عصیان این سردار بزرگ گردید. درباریان و روحانیان نیز از هرمز دل خوشی نداشتند و همه این امور سبب گرفتاری و مرگ او گردید. پس از او، پسرش خسرو دوم معروف به «خسرو پرویز» به سلطنت رسید. لازم است ذکر شود که این سلطنت گرچه درخشندگیهای چندی داشت، اما مایه ضعف و علت اصلی سقوط دولت ساسانی نیز بود. بهرام چوبین مصمم شد که به تیسفون برود و خسرو را از سلطنت بردارد.
پس از حوادثی چند، خسرو به موریس امپراتور بیزانس پناه برد و در ازای پس دادن بعضی از شهرها از او یاری خواست. موریقیوس او را با سپاهی یاری کرد و خسرو توانست با این سپاه، بهرام را شکست دهد. بهرام نزد خاقان ترک گریخت و در آنجا به تحریک خسرو، پس از مدتی کشته شد. بسطام، دایی خسرو نیز که در گرفتاری هرمز و پدر خسرو دست داشت سر به شورش نهاد و در ری اعلام استقلال کرد. همچنین به نام خود سکه زد ولی پس از ده سال مقاومت به دست یکی از هیاطله کشته شد. در بیزانس، موریس امپراتور که به خسرو یاری داده بود بر اثر شورش کشته شد و فوکاس نامی، خود را امپراتور خواند. در این جریان، خسرو بهانه خوبی برای باز پس گرفتن اراضی از دست رفته به دست آورد و به ارمنستان و شام و فلسطین حمله برد. سرداران او به نام «شاهین» و «شهربراز» شکست‌های پی در پی به رومیان وارد آوردند و دمشق و بیت‌المقدس و مصر، به دست ایرانیان افتاد. در این میان، در روم مرد با کفایتی به نام هراکلیوس (هِرَقل) زمام امور را به دست گرفت و پس از اصلاحات مهمی درامور نظامی کشور، روی به ایران آورد. در این حمله، ایالات از دست رفته را بازپس گرفت و دستگرد –محل اقامت خسرو- و نیز شهرهای آذربایجان را به باد غارت داد. سرانجام، بزرگان ایران بر خسرو شوریدند و او را به زندان انداختند و به دستیاری پسرش شیرویه، او را کشتند (سال ۶۲۷م) این شکست‌های پی‌درپی و نیز شکست ننگین سپاهیان خسرو از رومیان، بنیه نظامی و اقتصادی کشور را به تحلیل برد و ایران از فرد شایسته‌ای که بتواند زمان عبور را به دست گیرد محروم ماند.
در این میان دین اسلام به رهبری محمد در سرتاسر عربستان گسترش یافت و قبایل عرب تحت رهبری دینی و سیاسی اسلام متحد شدند. پس از مرگ محمد، عربهای مسلمان به ایران و روم حمله بردند و سرتاسر شامات و سوریه و فلسطین و مصر را از دست رومیان گرفتند. همچنین در جریان جنگ قادسیه (در سال ۶۳۶م) شکست قطعی بر سپاه یزدگرد سوم، آخرین پادشاه ساسانی (جلوس در سال ۶۳۲ م) وارد آوردند. با مرگ یزدگرد سوم (در سال ۶۵۱ م. یا ۶۵۳ م) در مرو، حکومت مقتدر و شکوهمند دولت ساسانی نیز به پایان رسید. دولت ایران در زمان ساسانیان از نظر نظامی و اجتماعی و اقتصادی و فرهنگی به جایگاهی بسیار بالایی رسید. دولت اشکانی از لحاظ انسجام داخلی، آن قدرت لازم حکومتی را نداشت. ساسانیان در مدت چهارصد سال توانستند در غرب با دولتی که از لحاظ تشکیلات نظامی مقتدرترین کشورهای آن عصر بود بجنگند و بارها آن دولت را شکست دهند. این حکومت در مشرق و شمال در برابر اقوام بیابان‌گرد مقتدر سخت مقاومت کرد و مملکت را از غارت‌ها و تاخت و تازهای ایشان نجات داد. از لحاظ داخلی نیز، تشکیلاتی منسجم با پایه‌های فرهنگی و اجتماعی و اقتصادی نیرومند به وجود آورد. دانش پزشکی و ستاره‌شناسی در زمان ایشان در ایران پیشرفت‌های کلی کرد و موسیقی مقام والایی یافت. هنرهای دیگر نیز کم و بیش پیشرفت‌هایی داشتند.

کاخ یزدگرد سوم